# Vigor Lamezia Calcio 1992-1993
Questa voce raccoglie le informazioni riguardanti  la Vigor Lamezia Calcio nelle competizioni ufficiali della stagione 1992-1993.

## Rosa
| N. |                   | Ruolo | Calciatore           |
| -- | ----------------- | ----- | -------------------- |
|    | Italia (bandiera) | D     | Giovanni Bonaccorso  |
|    | Italia (bandiera) | P     | Loris Bonini         |
|    | Italia (bandiera) | A     | Nunzio Cambareri     |
|    | Italia (bandiera) | D     | Alberto Castiglioni  |
|    | Italia (bandiera) | A     | Giuseppe Delle Donne |
|    | Italia (bandiera) | C     | Francesco De Luca    |
|    | Italia (bandiera) | D     | Roberto De Macceis   |
|    | Italia (bandiera) | C     | Guglielmo Drago      |
|    | Italia (bandiera) | D     | Toni Elia            |
|    | Italia (bandiera) | D     | Franz Giorgione      |
|    | Italia (bandiera) | C     | Pasquale Gullo       |

| N. |                   | Ruolo | Calciatore         |
| -- | ----------------- | ----- | ------------------ |
|    | Italia (bandiera) | D     | Giuseppe Labadessa |
|    | Italia (bandiera) | D     | Toni Lio           |
|    | Italia (bandiera) | C     | Antonio Londino    |
|    | Italia (bandiera) | D     | Andrea Mamone      |
|    | Italia (bandiera) | A     | Gabriele Ernesto   |
|    | Italia (bandiera) | D     | Cosimino Marzio    |
|    | Italia (bandiera) | C     | Gregorio Mauro (I) |
|    | Italia (bandiera) | C     | Vincenzo Mazzeo    |
|    | Italia (bandiera) | D     | Vincenzo Piperis   |
|    | Italia (bandiera) | C     | Gennaro Torlo      |
|    | Italia (bandiera) | P     | Adriano Zancopè    |

Template:Cortese Giovanni Carlo massaggiatore